# Luke Woodland
Pour les articles homonymes, voir Woodland.
Luke Woodland, né le 21 juillet 1995 à Abu Dhabi aux Émirats arabes unis, est un footballeur international philippin, possédant également la nationalité anglaise. Il évolue au poste de milieu défensif au club de Ceres FC.

## Carrière

### En club
Luke Woodlang signe son premier contrat professionnel à dix-sept ans, en faveur des Bolton Wanderers. Il est prêté un mois au Oldham Athletic en mars 2015. Après la prolongation du prêt jusqu'à la fin de la saison, il fait partie des joueurs ciblés par le club pour son recrutement estival.
Il s'engage finalement au Chester FC, en cinquième division, mais son contrat est résilié après seulement un match joué. Woodland rejoint au mois de mars le club de Bradford Park Avenue pour le restant de la saison.
Durant l'été 2016, il signe pour six mois en troisième division au Oldham Athletic.

### En sélection
Entre 2010 et 2012, Luke Woodland joue pour les équipes de jeunes anglaises, en moins de 16 ans, moins de 17 ans puis moins de 18 ans.
En mars 2015, il est invité par la fédération philippine pour un camp d'entraînement au Bahreïn. Il est nommé deux mois plus tard dans l'effectif philippin pour deux matchs de qualifications à la Coupe du monde contre le Bahreïn et le Yémen. Il ne peut cependant pas jouer le premier match en raison de problèmes administratifs. Il honore finalement sa première sélection le 16 juin 2015, contre le Yémen.

## Statistiques
| Saison                | Club                   | Championnat           | Championnat | Championnat | Coupe nationale | Coupe nationale | Coupe de la Ligue | Coupe de la Ligue | Johnstone's Paint Trophy | Johnstone's Paint Trophy | Philippines | Philippines | Total | Total |
| Saison                | Club                   | Division              | M.          | B.          | M.              | B.              | M.                | B.                | M.                       | B.                       | M.          | B.          | M.    | B.    |
| 2014-2015             | Oldham Athletic (prêt) | League One            | 6           | 0           | -               | -               | -                 | -                 | -                        | -                        | 1           | 0           | 7     | 0     |
| Sous-total            | Sous-total             | Sous-total            | 6           | 0           | -               | -               | -                 | -                 | -                        | -                        | 1           | 0           | 7     | 0     |
| 2015-2016             | Chester FC             | National League       | 1           | 0           | 0               | 0               | -                 | -                 | -                        | -                        | 2           | 0           | 3     | 0     |
| 2015-2016             | Bradford Park Avenue   | Conference North      | 7           | 0           | 0               | 0               | -                 | -                 | -                        | -                        | 2           | 0           | 9     | 0     |
| Sous-total            | Sous-total             | Sous-total            | 8           | 0           | 0               | 0               | -                 | -                 | -                        | -                        | 4           | 0           | 12    | 0     |
| 2016-2017             | Oldham Athletic        | League One            | 1           | 0           | 0               | 0               | 0                 | 0                 | 1                        | 0                        | -           | -           | 2     | 0     |
| Sous-total            | Sous-total             | Sous-total            | 1           | 0           | 0               | 0               | 0                 | 0                 | 1                        | 0                        | -           | -           | 2     | 0     |
| Total sur la carrière | Total sur la carrière  | Total sur la carrière | 15          | 0           | 0               | 0               | 0                 | 0                 | 1                        | 0                        | 5           | 0           | 21    | 0     |